# Håkan Wirtén
Mats Håkan Gustav Wirtén, född 12 januari 1962 i Jönköpings Sofia församling, Jönköpings län, är en svensk jägmästare och ämbetsman. Han är sedan februari 2021 generaldirektör för Sveriges meteorologiska och hydrologiska institut.

## Biografi
Wirtén är utbildad jägmästare vid Skogshögskolan och har bland annat arbetat som länsjägmästare och myndighetschef för Skogsvårdsstyrelsen i Gotlands län. Han har även tjänstgjort som skogsdirektör samt överdirektör, biträdande generaldirektör, på Skogsstyrelsen. Åren 2010–2021 var Wirtén svensk generalsekreterare för Världsnaturfonden.
Wirtén invaldes 2023 till ledamot av Kungliga Skogs- och Lantbruksakademien. Han sitter i styrelsen för Mittuniversitetet samt i förtroenderådet för Världsnaturfonden.
Håkan Wirtén är son till Rolf Wirtén. Han är gift och har tre barn. Hustrun Anneli Wirtén är generaldirektör i regeringskansliet och var tidigare generaldirektör för SGU.